# 1093
Năm 1093 là một năm trong lịch Julius.